# Les Suceuses

Les Suceuses ou Infirmières à tout faire est un film pornographique réalisé par Claude Bernard-Aubert sous le pseudonyme de Burd Tranbaree en 1979.

## Synopsis
Lucien et Albert sont intrigués par ce qui se passe dans une nouvelle clinique dont ils ont vu une publicité dans la presse. Ils se décident à espionner l'endroit, découvrent Léon Dubois, un patient alité qui réclame sa femme et indique son adresse. Mais les deux espions se font repérer. Ils s'enfuient mais sont poursuivis en voiture dans Paris par un trio d'infirmières en ambulance. Lucien et Albert se réfugient chez Marinette, la femme du patient alité, qui les accueille dans son lit. Les infirmières pénètrent dans l'appartement, neutralisent le trio et le conduisent à la clinique. Les deux hommes sont interrogés à l'aide d'un tensiomètre et affirment ne pas être de la police. Du coup, la directrice de l'établissement accepte de les intégrer à son équipe.

## Fiche technique
- Titre : Les Suceuses
- Titres alternatifs : Infirmières à tout faire
- Réalisateur : Claude Bernard-Aubert sous le pseudonyme de Burd Tranbaree
- Musique : Alain Goraguer sous le pseudonyme de Paul Vernon
- Photographie : Jean Fattori, Pierre Fattori
- Production : Shangrila Productions, FFCM
- Pays :  France
- Langue : Français
- Date de sortie : 
  -  France : 7 novembre 1979[1]
- Durée: 64 min
- Genre : film pornographique

## Distribution
- Richard Allan : Lucien,
- Guy Royer : Albert
- Karine Gambier : l’infirmière no 1, créditée comme Barbara Stephen
- Mariane Fournier : l’infirmière no 2, créditée comme Morgane
- France Lomay : l’infirmière no 3
- Christel Loris : Alice, l'infirmière en chef, créditée comme Cristel Loris
- Cyril Val : Léon Dubois, crédité comme Alain Fouduron
- Élisabeth Buré : Marinette
- Jack Gatteau : un patient, crédité comme Yvan Renaud
- Dominique Aveline : Monsieur Gibert, un patient, non crédité

## Autour du film
- Une partie de l'action est censée se passer au 26 de la Rue des Lilas à Paris, mais l'entrée de l'immeuble ne correspond pas à celle de cette adresse.
- Le film est ressorti chez Alpha France sous le titre Infirmières à tout faire sur un DVD comportant également La Fessée ou les Mémoires de monsieur Léon maître-fesseur et Secrétariat privé en 2010
- Ne doit pas être confondu avec Infirmières très spéciales sorti la même année mais avec une distribution différente.